# Cumari
Cumari es un municipio brasileño del estado de Goiás. 
Con la inauguración de la estación ferroviaria en 1913 el poblado obtuvo gran impulso. El 24 de septiembre de 1927 obtuvo la condición de distrito de Catalão y el 10 de diciembre de 1947 se tornó Municipio autónomo, separándose de Goiandira
El nombre Cumari es un término indígena originário de una planta nativa de la región, "la pimienta Cumari".

## Población
Según el IBGE en el 2007 la población de Cumari era de 3 055 habitantes.

## Geografía

### Localización
Se encuentra en la región sudeste del estado, en la Microrregión de Catalão, a 270 kilómetros de Goiânia.

### Carreteras
- BR-50
- GO-305